# Массьяк
Массья́к (фр. и окс. Massiac) — коммуна во Франции, находится в регионе Овернь. Департамент — Канталь. Административный центр кантона Массьяк. Округ коммуны — Сен-Флур.
Код INSEE коммуны — 15119.
Коммуна расположена приблизительно в 410 км к югу от Парижа, в 60 км южнее Клермон-Феррана, в 70 км к северо-востоку от Орийака.

## Население
Население коммуны на 2008 год составляло 1833 человека.
| 1962 | 1968 | 1975 | 1982 | 1990 | 1999 | 2008 |
| ---- | ---- | ---- | ---- | ---- | ---- | ---- |
| 1741 | 1756 | 1884 | 1838 | 1881 | 1857 | 1833 |

## Экономика
В 2007 году среди 1039 человек в трудоспособном возрасте (15—64 лет) 762 были экономически активными, 277 — неактивными (показатель активности — 73,3 %, в 1999 году было 69,8 %). Из 762 активных работали 696 человек (381 мужчина и 315 женщин), безработных было 66 (30 мужчин и 36 женщин). Среди 277 неактивных 73 человека были учениками или студентами, 114 — пенсионерами, 90 были неактивными по другим причинам.

## Города-побратимы
- Фаура (Испания)

## Достопримечательности
- Церковь Сен-Виктор (XVII век). Памятник истории с 1998 года[3]
- Часовня Сен-Маделен[фр.] (XII—XIV века). Памятник истории с 1982 года[4]
- Церковь Сент-Андре[фр.] (XII век)

## Фотогалерея

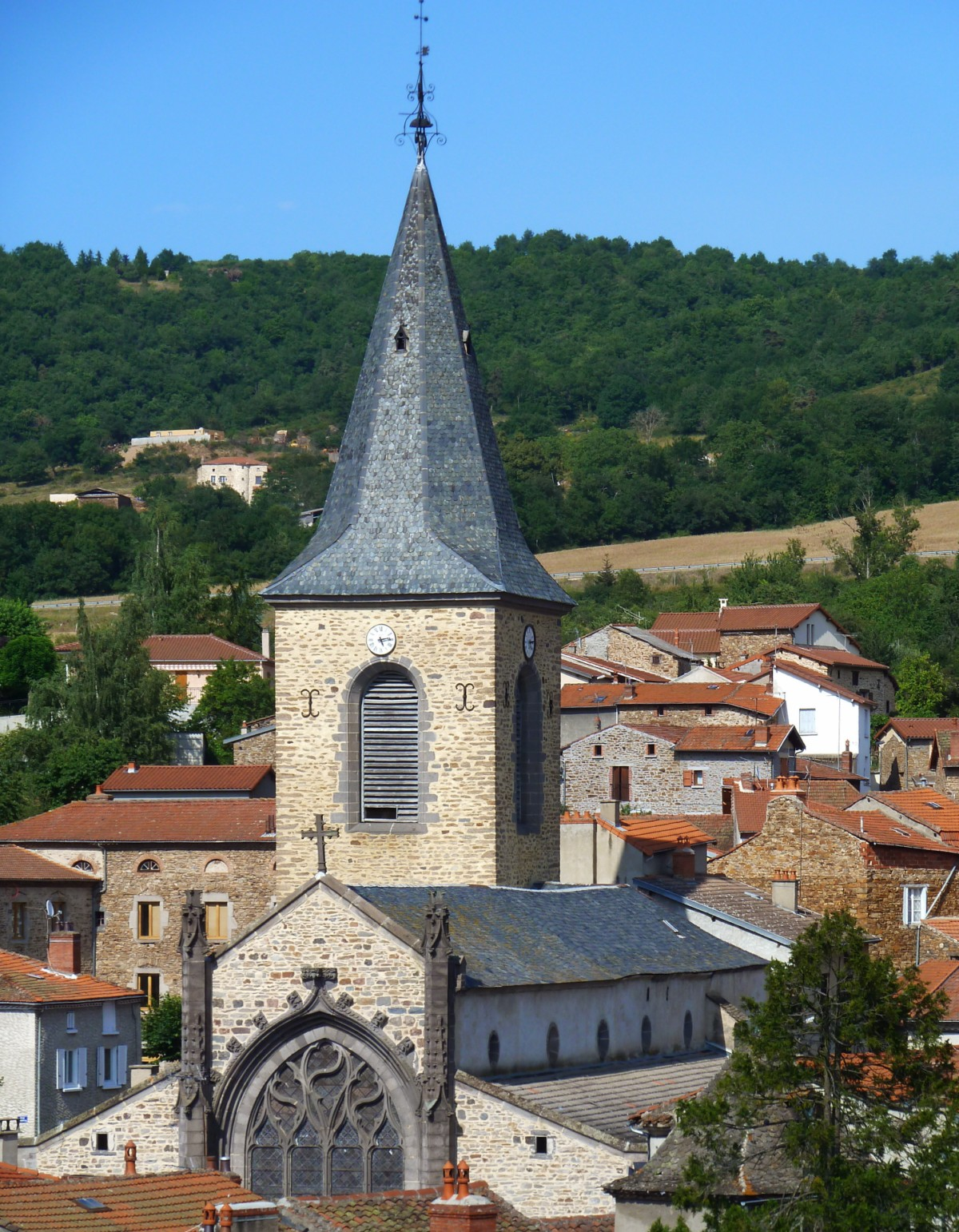
Церковь Сент-Андре
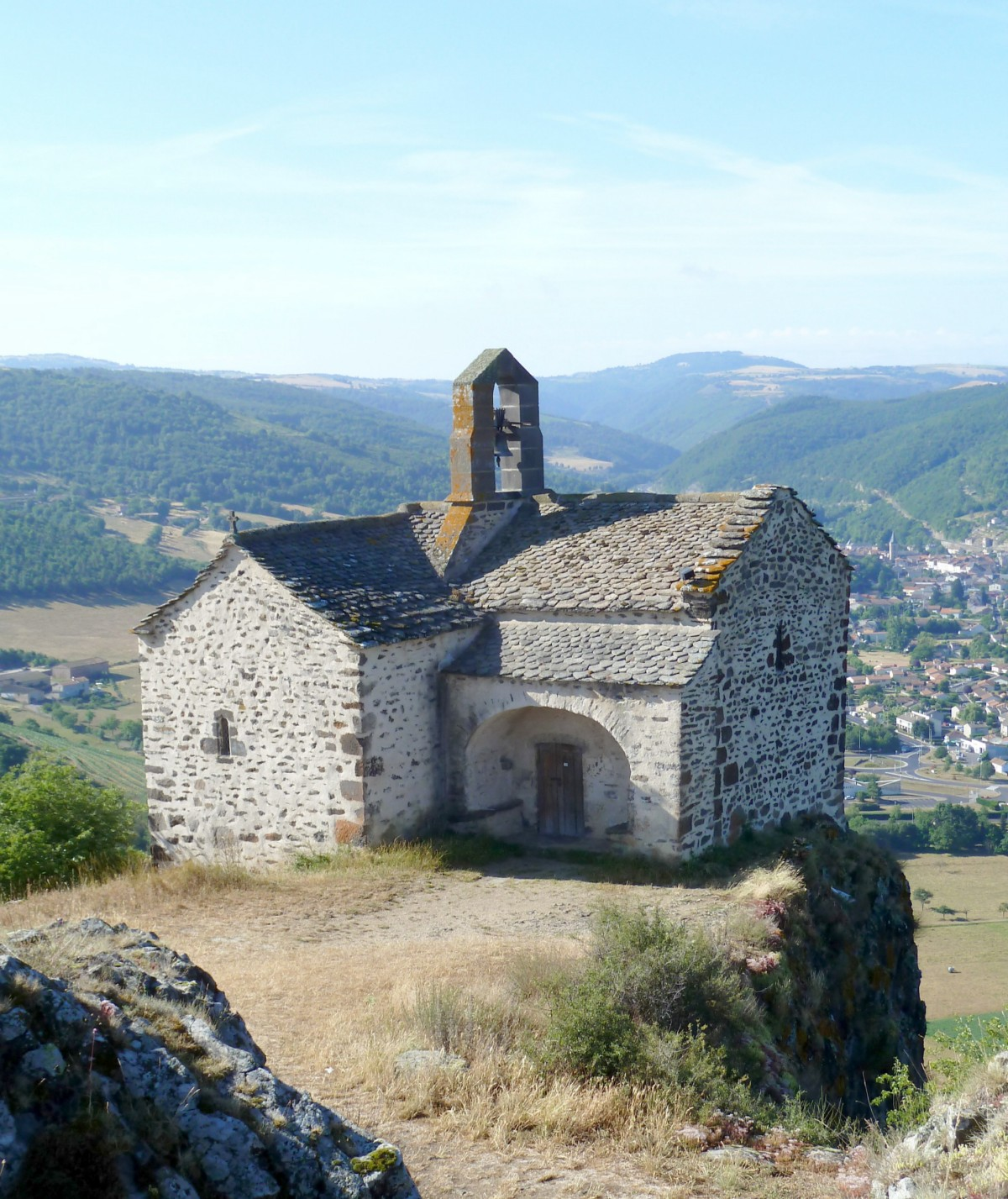
Часовня Сен-Маделен
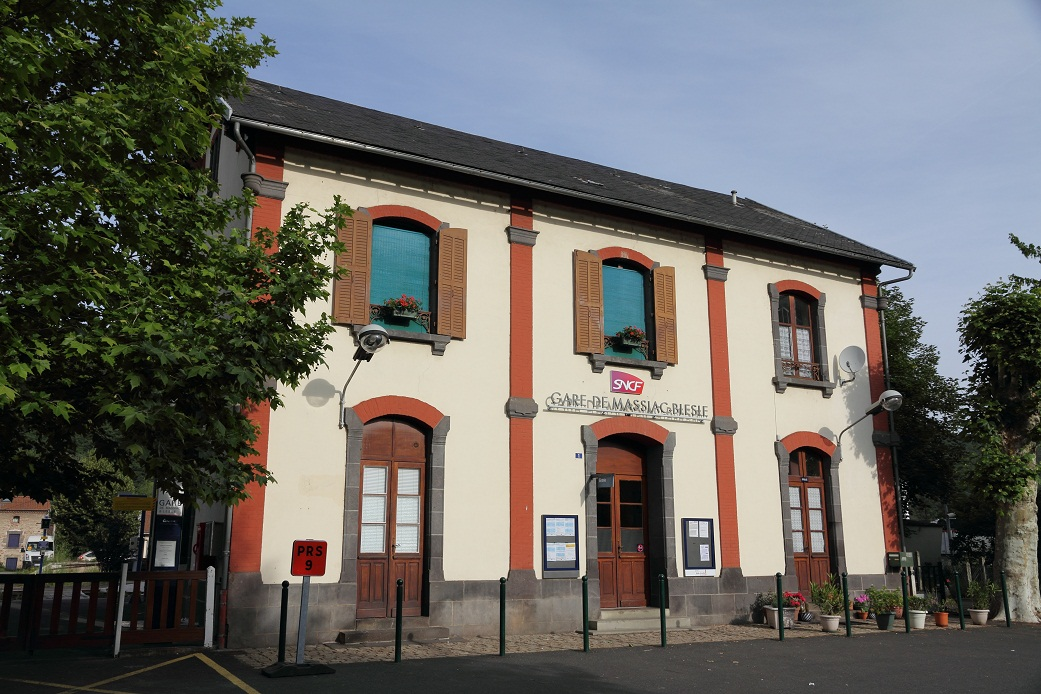
Вокзал